# 羅根湖

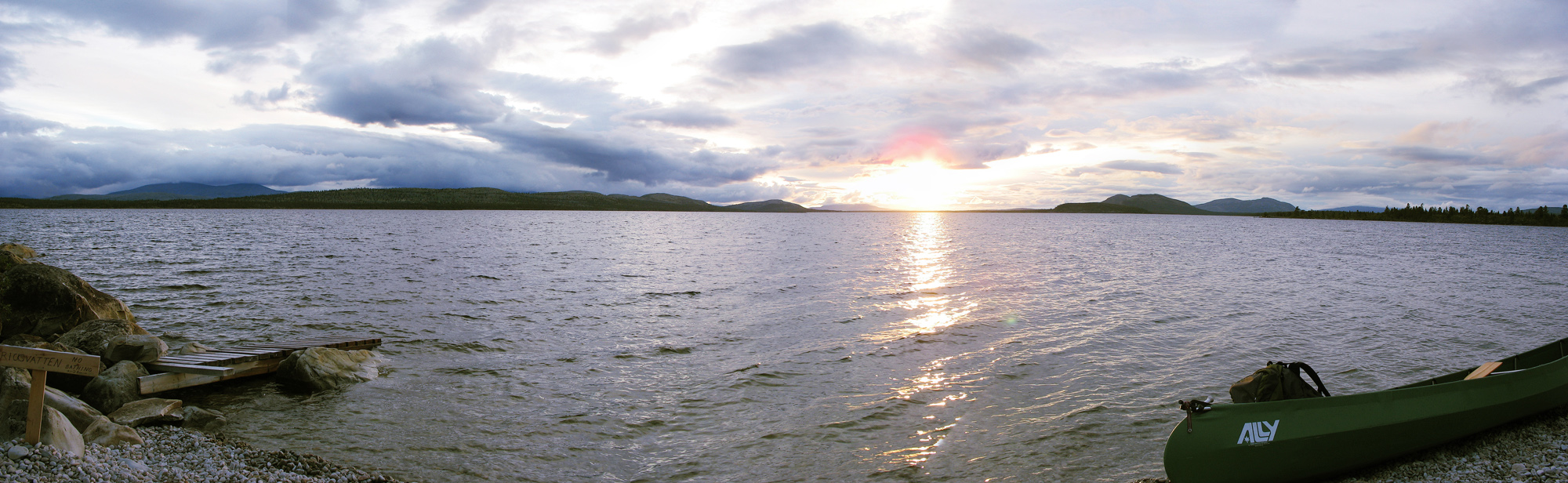

羅根湖（瑞典語：Rogen）是瑞典的湖泊，位於斯堪的納維亞山脈，由耶姆特蘭省的海里耶达伦市镇負責管轄，長16公里、寬3.5公里，面積35.12平方公里，海拔高度758米，是克拉爾河的發源地。
62°19′N 12°23′E / 62.32°N 12.38°E